# Красуцька Ганна Дмитрівна
Анна Дми́трівна Красу́цька (* 1995) — українська легкоатлетка; стрибунка потрійним, кращий результат 14м.21см.

## З життєпису
Перший міжнародний досвід отримала на молодіжному чемпіонаті світу 2011 року в Ліллі, фінішувала шостою, стрибнувши на 12,91 м. Виграла бронзову медаль на Європейському юнацькому олімпійському фестивалі в Трабзоні з результатом 13,00 м. Наступного року знялася з юніорського чемпіонату світу в Барселоні з результатом 12,49 м у кваліфікації.
У 2013 році була дев'ятою на Чемпіонаті Європи серед юніорів в Рієті (12,84 м) і на Чемпіонаті світу 2014 року серед юніорів у Юджині десята — 13,08 м, а також на Чемпіонаті Європи U23 2015 у Таллінні — 13,13 м.
2018 року вперше брала участь у змаганнях Чемпіонату Європи в Берліні серед дорослих (13.88м), але вибула у кваліфікації. Наступного року фінішувала восьмою на чемпіонаті Європи в приміщенні в Глазго у фіналі (13.95м). Чемпіонка Асоціації Балканських країн у приміщенні 2019р. в Стамбулі з результатом 13.77м. У липні того року була п'ятою на літній Універсіаді в Неаполі з результатом 13,56 м, а в серпні стала чемпіонкою України в потрійному стрибку. Вона також завершила кар'єру на Чемпіонаті світу в Досі у кваліфікації. Пізніше їхні результати на чемпіонаті Європи в приміщенні були анульовані. Отримала чотирирічну дискваліфікацію за вживання допінгу — здала позитивний тест 20 лютого 2019 року.
2019 року встановила рекорд Полтавської області з потрійного стрибка (13 м 53 см) на командному чемпіонаті України. Виступаючи на чемпіонаті України з легкої атлетики серед юніорів, покращила його — 13 м 61 см.